# Lapinjärvi (sjö i Nyslott, Södra Savolax, 62,03 N, 28,78 Ö)
Lapinjärvi är en sjö i kommunen Nyslott i landskapet Södra Savolax i Finland. Arean är 38 hektar och strandlinjen är 5,57 kilometer lång. Sjön  ingår i Vuoksens huvudavrinningsområde.   Den ligger omkring 87 kilometer öster om S:t Michel och omkring 290 kilometer nordöst om Helsingfors. 
I sjön finns ön Koivusaari. 